# تیارت
تیارت (به عربی: تیارت) (آمازیغی: ) شهری در استان تیارت واقع در کشور الجزایر است که در سال ۱۹۹۸ میلادی ۱۴۵٫۳۳۲ نفر جمعیت داشته و جمعیت آن در سال ۲۰۰۵ میلادی به ۱۹۸٫۲۱۳ نفر رسیده‌است.

## پیشینه
این شهر در قدیم تاهَرْت (یا تیهَرت / تاهِرت) نام داشت و دودمان ایرانی‌تبار رستمیان آن را بنا کردند و آن را پایتخت خود قرار دادند.
گفته می‌شود که در زبان بربری، تاهرت به معنای شیر ماده یا دایره زنگی است. در منطقه، قبایل مختلفِ اباضی (لَمایه، لَواته، هَوّاره، مَغیله، زُواغه، مَطْماطه و مِکناسه و زَناته) زندگی می‌کردند و بخش‌بندی محلات شهر نیز در قدیم بر حسب تقسیم‌بندی گروه‌های قومی بود. کیش غالب مردم شهر در دوران‌های اولیه اباضی بود.
اصطخری که در روزگار تأسیس مهدیّه زندگی می‌کرد با اشاره به ناحیه (کوره) تاهرت، در باره شهر تاهرت نوشته‌است: «شهری بزرگ و آبادان و پرنعمت که گرداگرد آن را دشت وسیع حاصلخیز با منابع آب فراوان احاطه کرده بود» و اباضیان همچنان «نیروی مسلط آنجا» بودند.»
تاهرت بر اثر جنگ‌هایی که در پی حاکمیت فاطمیان در سراسر مغرب مرکزی درگرفت، آسیب بسیار دید. این شهر از ۴۰۸ به بعد، جزو قلمرو حَمّادی بود. امیر عبدالقادر الجزایری پایتخت خود را در تگدمت (۱۲۵۱ـ۱۲۵۹) قرار داد. در آنجا بود که ژنرال لا موریسیر در ۱۲۸۰/۱۸۶۳ تیهرت (تیارت) امروزی را برپا کرد، که امروزه مرکز استان است.